# Marumba spectabilis
Marumba spectabilis — вид лускокрилих родини Бражникові (Sphingidae).

## Поширення
Вид поширений у Південно-Східній Азії (Непал, Північно-Східна Індія, Південний Китай, Таїланд, Лаос, В'єтнам, Малайзія, Індонезія).

## Опис
Розмах крил 94-118 мм.

## Спосіб життя
Гусінь живиться на рослині виду Meliosma rigida. На рік розвивається до трьох поколінь.